# Resident Evil: bienvenidos a Raccoon City
Resident Evil: bienvenidos a Raccoon City (en inglés: Resident Evil: Welcome to Raccoon City) es una película de acción,zombis, horror y ciencia ficción estadounidense-alemana dirigida por Johannes Roberts y escrita por Roberts y Greg Russo. Sirviendo como un reinicio de la serie de películas Resident Evil, que se basa en la serie de videojuegos del mismo nombre, la película está protagonizada por Kaya Scodelario, Robbie Amell, Hannah John-Kamen, Avan Jogia, Tom Hopper, Lily Gao, Neal McDonough y Donal Logue. Según Roberts, será una historia de origen, ambientada en 1998, y se basa en elementos del primer y el segundo juego.
El desarrollo tuvo lugar a principios de 2017, después del lanzamiento de Resident Evil: The Final Chapter y el productor James Wan expresó interés en el proyecto. Más tarde, el presidente de Constantin, Martin Moszkowicz, dijo que se estaba desarrollando un reinicio de la serie de películas. En el mismo mes, se anunció que Wan produciría el reinicio con un guion de Greg Russo. En diciembre de 2018, Roberts fue contratado como escritor y director y Wan dejó el proyecto. Roberts le dijo a Screen Rant que el reinicio sería "super, super aterrador" y más fiel a los videojuegos. El rodaje comenzó el 17 de octubre de 2020 en Greater Sudbury, Ontario, Canadá.
La película fue estrenada en cines el 24 de noviembre de 2021 por Sony Pictures Releasing.

## Argumento
En un flashback, Claire y Chris Redfield son dos hermanos huérfanos que viven en el orfanato de Raccoon City. Claire conoce y se hace amiga de Lisa Trevor, una chica desfigurada con la que se ha experimentado. El Dr. William Birkin, un empleado de Umbrella Corporation, supervisa el orfanato y utiliza a los niños para su propia investigación. Más tarde, Birkin lleva a Claire para experimentar con ella, pero logra escapar.
En 1998, Claire regresa a Raccoon City haciendo autostop. siendo levantada por un camión semirremolque. Mientras está distraído, el conductor del camión atropella a una mujer que camina por la carretera. Cuando Claire y el conductor investigan, la mujer desaparece, dejando solo un charco de sangre. El Dobermann del conductor del camión lame la sangre y, con el tiempo, comienza a emitir espuma en la boca y su comportamiento se vuelve errático. Mientras tanto, Leon S. Kennedy, un policía novato, se despierta en su primer día con el Departamento de Policía de Raccoon City. Va al restaurante del pueblo donde se queda dormido en el mostrador. Jill Valentine y Albert Wesker, que también están en el restaurante, despiertan a Leon cuando se van. Leon nota que a la dueña del restaurante le salen sangre de los ojos, cuando un cuervo deformado choca contra la ventana.
Claire se dirige a la casa de Chris, fuerza la cerradura con su cuchillo y logra entrar. Chris baja las escaleras de camino a la estación de policía y Claire explica que regresó a Raccoon City para advertir a Chris sobre la Corporación Umbrella. Ella explica que se ha puesto en contacto con el conspiranoico Ben Bertolucci, quien afirma que Umbrella, debido a un error catastrófico, ha envenenado el suministro de agua de la ciudad. Mientras tanto, suena una sirena para imponer un confinamiento sobre los ciudadanos. Chris va a la comisaría mientras Claire le roba la moto. Antes de que Claire se vaya, un niño irrumpe en la casa, huyendo de su madre; ambos tienen una pérdida de cabello severa, se comportan erráticamente y están cubiertos de sangre.
En la estación de policía, el equipo Alpha de STARS se reúne con el jefe Brian Irons para discutir los eventos recientes. Irons no sabe lo que está ocurriendo, pero les informa de la desaparición del equipo Bravo mientras investigaban una muerte en la Mansión Spencer. El equipo Alpha es enviado a la mansión para ver qué ha sucedido. En la reunión, Wesker recibe una llamada: una PDA con instrucciones le espera en su taquilla. Viajando en helicóptero hacia la mansión, el equipo Alpha encuentra el coche de policía del equipo Bravo y sigue las huellas hasta la mansión. En el interior, Wesker sigue en secreto el mapa en su PDA e ingresa un código secreto en un piano, revelando un pasaje secreto. Al mismo tiempo que Wesker revela que ha sido contratado para revelar los secretos de Umbrella y utilizará el pasaje secreto para robar el virus del Dr. Birkin, el helicóptero del equipo Alpha se estrella contra la mansión después de que el piloto, Brad Vickers, fuese atacado por un zombi. Mientras tanto, Chris y Richard Aiken se encuentran con zombis alimentándose de los restos del equipo Bravo. Richard es devorado mientras Chris lucha contra la horda, y Jill finalmente lo salva. La pareja huye de los zombis, siguiendo a Wesker hacia el pasaje secreto.
Leon está dormido en el vestíbulo de la comisaría cuando el conductor del camión, zombificado, tiene un accidente delante de la misma. Irons dispara al zombi en llamas, despertando a Leon. Irons anuncia que abandonará la ciudad, poniendo a Leon a cargo. Intentando huir, Irons es detenido por los guardias de Umbrella, impidiéndole abandonar Raccoon City. Al regresar a la comisaría, es atacado por un perro zombi, pero Claire lo rescata. Claire y Leon bajan a la armería para coger suministros cuando Leon se encuentra con Ben Bertolucci, quien está encarcelado. Ben le roba el arma a Leon, pero un preso zombi lo asesina antes de que pueda escapar de su celda. Leon, Claire y Irons abandonan la comisaría y viajan al orfanato en busca de un túnel secreto de Umbrella en el edificio. Mientras están allí, se encuentran con un "licker" que mata a Irons y ataca a Leon, pero Lisa Trevor lo salva, quien reconoce a Claire y les da las llaves del pasaje secreto.
Wesker, viajando por el pasaje, se encuentra con el Dr. Birkin intentando salvar el trabajo de su vida, el Virus-G. Birkin alcanza su arma y dispara a Wesker en el pecho antes de que Wesker le devuelva el disparo. La esposa de Birkin, Annette, agarra el arma, pero Wesker también le dispara. Entonces, la hija de Birkin, Sherry, agarra el arma. Wesker duda en apretar el gatillo, antes de ser disparada por Jill. Chris corre hacia Sherry y descubre que un moribundo William se ha inyectado una muestra del Virus-G. Chris y Jill huyen de Birkin, quien rápidamente se está convirtiendo en una criatura monstruosa. Los supervivientes logran entrar en un tren de Umbrella para huir del laboratorio. El tren se detiene cuando Raccoon City comienza a ser destruida, lo que permite que un Birkin completamente mutado ataque el tren, pero es erradicado por Leon. Mientras la Corporación declara que no hubo sobrevivientes civiles tras la destrucción, los cinco sobrevivientes salen del túnel del tren, dejando atrás Raccoon City.
En una escena de mitad de créditos, Wesker se despierta en una bolsa para cadáveres, sin poder ver. Luego, una figura que revela ser Ada Wong le entrega unas gafas de sol.

## Reparto
- Kaya Scodelario como Claire Redfield, la hermana menor separada de Chris que está investigando la Corporación Umbrella.
- Robbie Amell como Chris Redfield, el hermano mayor separado de Claire y miembro del equipo alfa de STARS que es enviado a investigar la mansión Spencer.
- Avan Jogia como Leon S. Kennedy, un novato del Departamento de Policía de Raccoon City (RPD) que se une a Claire e Irons para escapar de la ciudad
- Hannah John-Kamen como Jill Valentine, una miembro del equipo alfa STARS (Servicio de rescate y tácticas especiales) y socia de Chris.
- Tom Hopper como Albert Wesker, un miembro del equipo Alpha STARS que trabaja como agente doble para una empresa rival.
- Lily Gao como Ada Wong, una espía misteriosa, durante una escena de mitad de créditos.[1]
- Neal McDonough como William Birkin, uno de los líderes de los experimentos de Umbrella.
- Donal Logue como Brian Irons, el jefe de policía del RPD.[2]
- Chad Rook como Richard Aiken, miembro del equipo Alpha STARS.[3]
- Marina Mazepa como Lisa Trevor, uno de los experimentos de Umbrella.[4]

## Producción

### Desarrollo
La preproducción se llevó a cabo a principios de 2017 mientras Resident Evil: The Final Chapter todavía estaba en los cines, con el presidente de Constantin Film, Martin Moszkowicz, diciendo que se estaba desarrollando un reinicio de la serie y el productor James Wan expresando interés en el proyecto. Wan confirmó más tarde en diciembre de 2018 que ya no estaba involucrado en el proyecto y dijo que la noticia de su participación era prematura y, en cambio, producirá Mortal Kombat (2021).

### Guion
Greg Russo se incorporó como escritor en 2017. Russo, que también estaba vinculado a Mortal Kombat (2021) en ese momento, se inspiró en el videojuego de 2017 Resident Evil 7: Biohazard, aunque más tarde aclararía que solo se basó en los tonos del juego - "aterrador, aislado y solo" - en lugar de la historia en sí. Russo quería que Moonlight Sonata, una composición presentada en varios juegos de Resident Evil, apareciera en los créditos iniciales. En una entrevista de noviembre de 2018 con Discussing Film, Russo confirmó que ya no estaba involucrado en el proyecto. En diciembre de 2018, Johannes Roberts fue contratado para escribir un nuevo guion y dirigir. En agosto de 2019, Roberts le dijo a Screen Rant que el reinicio sería "super, super aterrador" y más fiel a los juegos que las películas anteriores.
En un comunicado a Deadline Hollywood , Roberts dijo: 

"Tenía muchas ganas de volver a los dos primeros juegos originales y recrear la aterradora experiencia visceral que tuve cuando los jugué por primera vez, mientras que al mismo tiempo contaba una historia humana fundamentada sobre un pequeño pueblo estadounidense moribundo que se siente identificable y relevante para audiencias de hoy".

En el mismo artículo, el   productor de Resident Evil , Robert Kulzer, afirma:

"Después de una docena de juegos, seis películas de acción en vivo y cientos de páginas de ficción de fans, nos sentimos obligados a volver al año 1998 para explorar los secretos escondidos en las paredes de Spencer Mansion y Raccoon City".

### Casting
A principios de 2020, la búsqueda del elenco estaba en marcha, pero se retrasó por la pandemia de COVID-19. En una entrevista de febrero de 2020 con Starburst Magazine, Roberts confirmó que los detalles del reparto se anunciarían en marzo. En abril de 2020, Full Circle Cinema informó que el estudio estaba comunicando a Brenton Thwaites, Kaya Scodelario y Harris Dickinson para los papeles de los hermanos de Redfield, Chris y Claire y Leon S. Kennedy.
El 6 de octubre de 2020, Deadline Hollywood informó que Scodelario y Hannah John-Kamen habían sido elegidos como Claire y Jill Valentine, junto a Robbie Amell, Tom Hopper, Avan Jogia y Neal McDonough como Chris Redfield, Albert Wesker, Leon S. Kennedy, y William Birkin, respectivamente. El reinicio fue descrito como una historia de origen ambientada en 1998. Ese noviembre, Donal Logue fue elegido como el Jefe Brian Irons, junto a Chad Rook como Richard Aiken, y Lily Gao como Ada Wong.

### Filmación
La fotografía principal comenzó en Greater Sudbury, Ontario, Canadá, el 17 de octubre de 2020. En diciembre de 2020, Maxime Alexandre fue revelado como director de fotografía. La filmación se completó el 24 de diciembre de 2020.

## Lanzamiento
Se estrenó en cines el 26 de noviembre de 2021 por Sony Pictures Releasing en los Estados Unidos. La película se estrenó en el servicio de streaming HBO Max el 24 de junio de 2022.

## Recepción

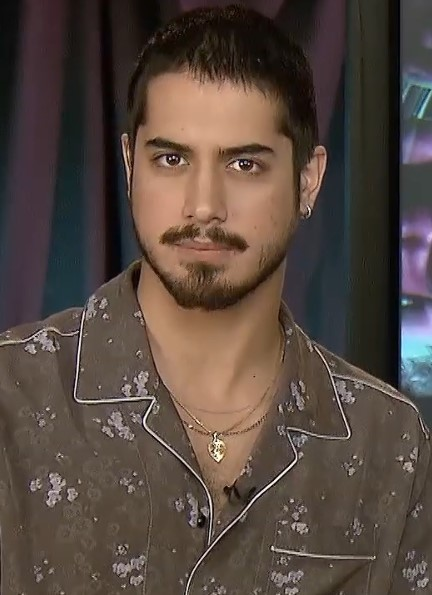
Avan Jogia interpreto a Leon en la película de Resident Evil de 2021, fue muy criticado por su mala interpretación, y por representar al personaje de Leon como un policía tonto e incompetente.

En el sitio web de reseñas Rotten Tomatoes, la película tiene un índice de aprobación del 30% según 86 reseñas, con una calificación promedio de 4.9/10. El consenso crítico del sitio dice: " Resident Evil: Welcome to Raccoon City es una adaptación que demuestra aún más que su material original no se adapta a la pantalla grande". Metacritic, que utiliza un promedio ponderado, asignó a la película una puntuación de 44 sobre 100, basada en 21 críticos, lo que indica "críticas mixtas o promedio". El público encuestado por CinemaScore le dio a la película una calificación promedio de "C+" en una escala de A+ a F, mientras que los de PostTrakle dio una puntuación positiva del 41%, y el 28% dijo que lo recomendaría.
La película recibió varias críticas por los cambios en los personajes masculinos, reduciendo notablemente su participación en los eventos importantes y haciéndolos extremadamente menos habilidosos, especialmente el personaje de Leon, que fue interpretado por Avan Jogia, quien fue muy criticado por su mala interpretación y por plasmar a Leon como un agente tonto, inútil e incompetente.